# Kabinett Paasikivi III

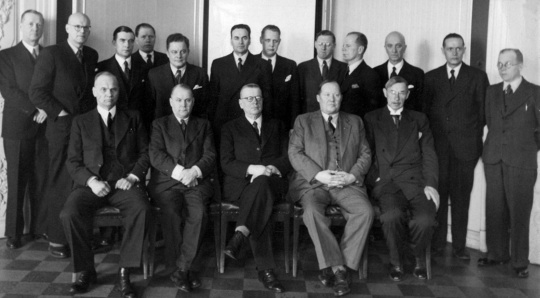
Das Kabinett Paasikivi III

Das Kabinett Paasikivi III war das 30. Regierungskabinett in der Geschichte Finnlands. Es amtierte vom 17. April 1945 bis zum 26. März 1946 (344 Tage).
Paasikivi bildete eine Regierung aus Volk- und Sozialdemokraten, Landbund, Fortschrittspartei sowie Schwedischer Volkspartei.

## Minister
| Amt                                             | Name | Partei |
| ----------------------------------------------- | --- | --- |
| Ministerpräsident                               | Juho Kusti Paasikivi | parteilos |
| Staatsratsminister                              | 17. April 1945 – 26. März 1946: Mauno Pekkala 7. August 1945 – 29. September 1945: Eero Wuori 15. September 1945 – 26. März 1946: Eino Kilpi                                                     | Demokratische Union des Finnischen Volkes Sozialdemokratische Partei Finnlands                                               |
| Außenminister                                   | Carl Enckell | parteilos |
| Stellvertretender Außenminister                 | 17. April 1945 – 26. März 1946: Reinhold Svento 27. April 1945 – 26. März 1946: Åke Gartz | Nationale Fortschrittspartei Schwedische Volkspartei                                                                         |
| Justizminister                                  | Urho Kekkonen | Landbund |
| Verteidigungsminister                           | Mauno Pekkala | Demokratische Union des Finnischen Volkes                                                                                    |
| Innenminister                                   | Yrjö Leino | Demokratische Union des Finnischen Volkes                                                                                    |
| Stellvertr. Innenminister                       | Eemil Luukka | Landbund |
| Finanzminister                                  | 17. April 1945 – 17. Juli 1945: Sakari Tuomioja 17. Juli 1945 – 26. März 1946: Ralf Törngren | Sozialdemokratische Partei Finnlands parteilos                                                                               |
| Stellvertr. Finanzminister                      | Eemil Luukka | Landbund |
| Bildungsminister                                | 17. April 1945 – 28. Dezember 1945: Johan Helo 28. Dezember 1945 – 26. März 1946: Eino Pekkala                                                                                                   | Demokratische Union des Finnischen Volkes                                                                                    |
| Landwirtschaftsminister                         | 17. April 1945 – 29. September 1945 Kalle Jutila 9. November 1945 – 26. März 1946 Vihtori Vesterinen                                                                                             | Landbund |
| Stellvertr. Landwirtschaftsminister             | Eemil Luukka | Landbund |
| Verkehrs- und Infrastrukturminister             | 17. April 1945 – 29. September 1945 Eero Wuori 9. November 1945 – 26. März 1946 Onni Peltonen | Sozialdemokratische Partei Finnlands                                                                                         |
| Stellvertr. Verkehrs- und Infrastrukturminister | 17. April 1945 – 26. März 1946: Yrjö Murto 22. November 1945 – 26. März 1946: Kaarlo Hillilä 14. Februar 1946 – 26. März 1946: Onni Hiltunen                                                     | Demokratische Union des Finnischen Volkes Landbund Sozialdemokratische Partei Finnlands                                      |
| Handels- und Industrieminister                  | Åke Gartz | parteilos |
| Stellvertr. Handels- und Industrieminister      | Uuno Takki | Sozialdemokratische Partei Finnlands                                                                                         |
| Sozialminister                                  | Eino Kilpi | Sozialdemokratische Partei Finnlands                                                                                         |
| Stellvertr. Sozialminister                      | 17. April 1945 – 26. März 1946: Matti Janhunen 27. April 1945 – 29. September 1945: Eero Wuori 22. November 1945 – 26. März 1946: Kaarlo Hillilä 14. Februar 1946 – 26. März 1946: Onni Hiltunen | Demokratische Union des Finnischen Volkes Sozialdemokratische Partei Finnlands Landbund Sozialdemokratische Partei Finnlands |
| Volksversorgungsminister                        | Kaarlo Hillilä | Landbund |
| Stellvertr. Volksversorgungsminister            | 17. April 1945 – 26. März 1946: Uuno Takki 27. April 1945 – 29. September 1945: Eero Wuori 14. Februar 1946 – 26. März 1946: Onni Hiltunen                                                       | Sozialdemokratische Partei Finnlands                                                                                         |